# ستيف شو (ممثل)
ستيف شو (بالإنجليزية: Steve Shaw)‏ (19 فبراير 1965 - 5 ديسمبر 1990)، هو ممثل أمريكي اشتهر بلعب دور إيريك فيرجيت في المسلسل الدرامي التلفزيوني Knots Landing .
توفي يوم 5 ديسمبر 1990 في حادث تصادم مروري مع شاحنة في لوس أنجلوس. وقد نجا والدته وأجداده. توفي والده قبل ستة أشهر من نوبة قلبية .

## روابط خارجية
- Steve Shaw في قاعدة بيانات الأفلام على الإنترنت
- ستيف شو (ممثل) على موقع فايند أغريف